# Dãy núi Luangprabang

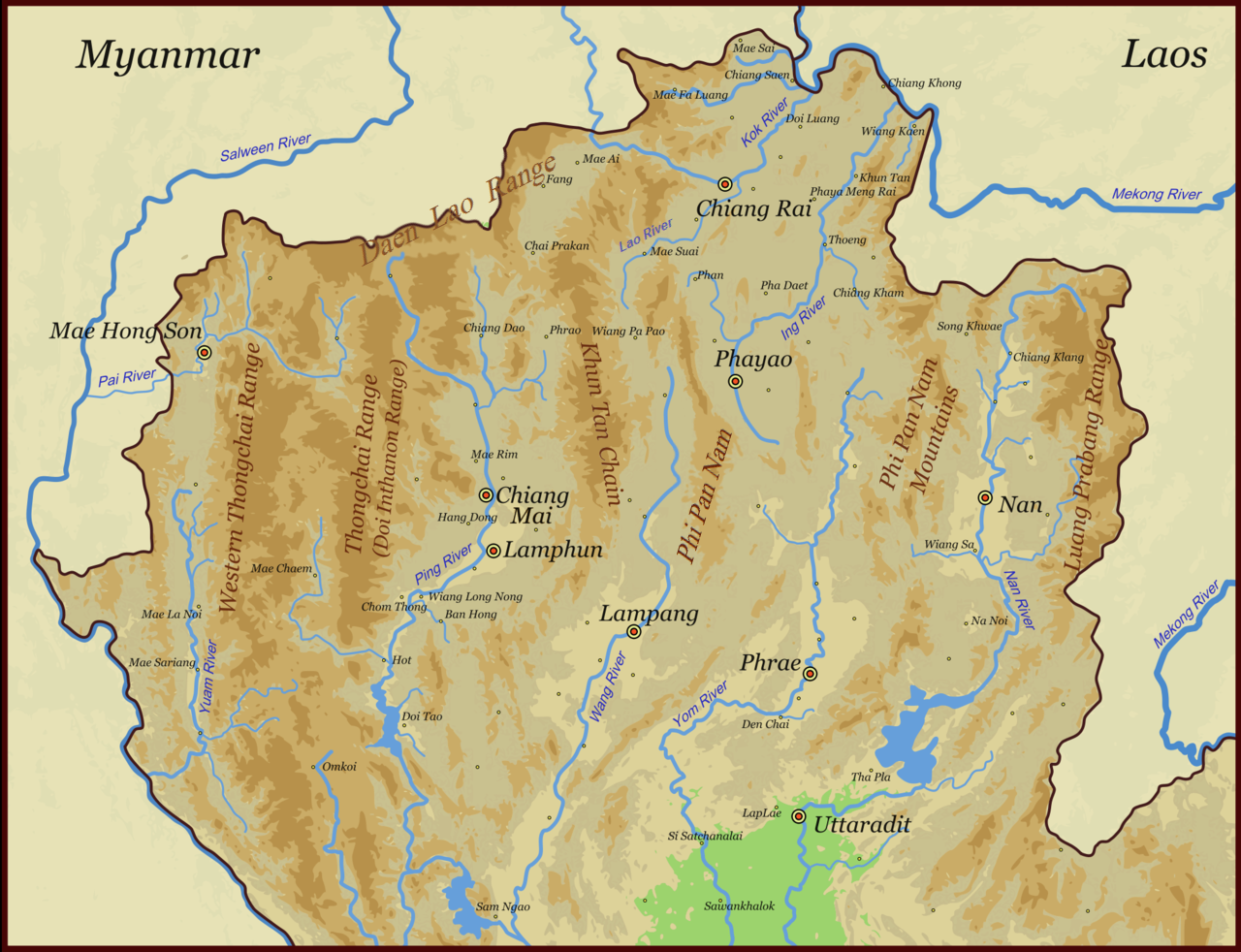
Bản đồ cao nguyên Thái Lan

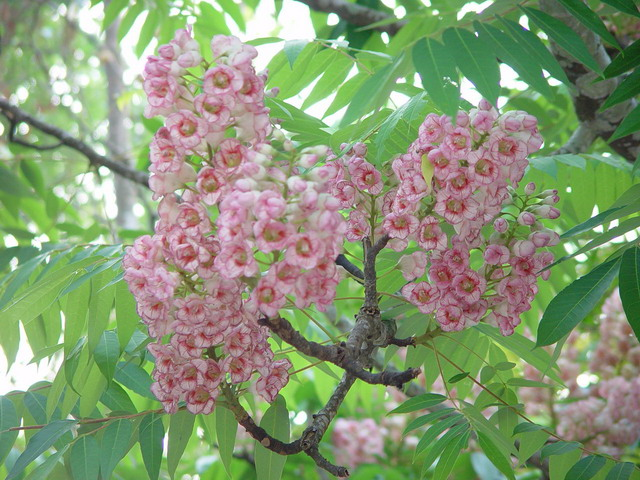
Bretschneidera sinensis (ชมพูภูคา Chompoo Phu Kha), loài cây bị đe dọa mất môi trường sống mà ở Thái Lan chỉ tìm thấy trong phạm vi này

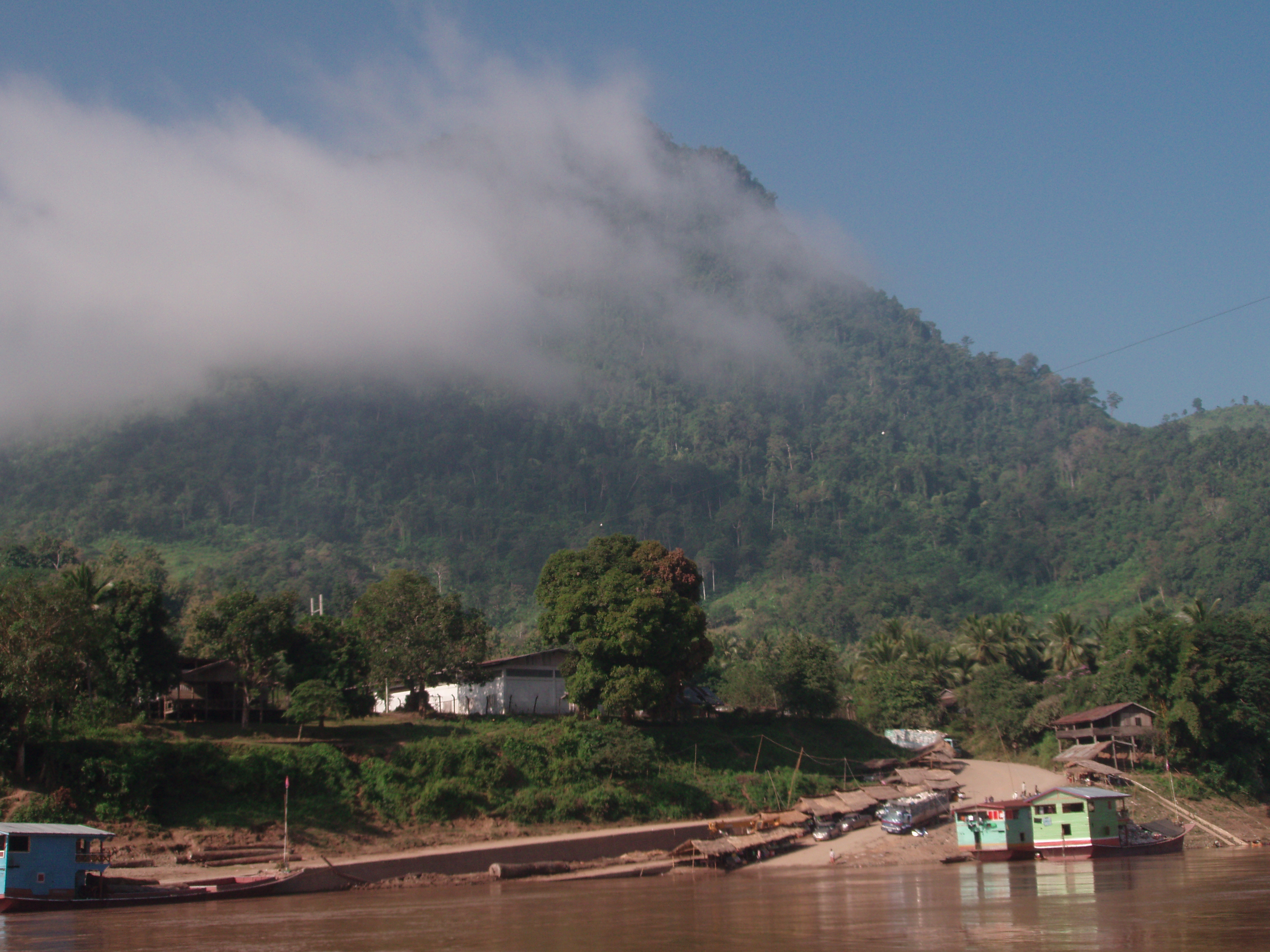
Dãy núi Luangprabang nhìn từ bờ sông Mê Kông ở Xayabury, Lào.

Dãy núi Luang Prabang (tiếng Thái: ทิวเขาหลวงพระบาง, phát âm [tʰīw kʰǎw lǔaŋ pʰráʔ.bāːŋ]), được đặt theo tên của Luang Prabang, là một dãy núi nằm giữa Tây Bắc Lào và Bắc Thái Lan. Phần lớn phạm vi nằm ở tỉnh Sainyabuli (Lào), cũng như các tỉnh Nan và Uttaradit (Thái Lan), với một số đoạn nhỏ ở các tỉnh Phitsanulok và Loei. Một số sông như sông Nan, sông Pua và sông Wa, có nguồn trên dãy núi này. Thác Phu Fa, thác nước lớn nhất và cao nhất ở tỉnh Nan, cũng nằm trong những ngọn núi này. Phạm vi này là một phần của vùng sinh thái rừng mưa trên núi Luang Prabang.
Về mặt địa chất, thành phần của nó tương tự như thành phần của dãy Khun Tan song song và dãy Phi Pan Nam, cả hai đều nằm xa hơn về phía tây.

## Địa lý
Dãy núi Luang Prabang nằm ở cực đông của cao nguyên Thái Lan. Phạm vi chạy gần như theo hướng Bắc/Nam giữa sông Mekong và sông Nan. Điểm cực bắc bắt đầu từ khu vực quận Hongsa, một đoạn dài ở Lào gần Luang Prabang, nơi sông Mekong chảy từ tây sang đông; điểm cực nam là khoảng 260 xa hơn km về phía nam, cực tây ở tỉnh Loei ở Thái Lan, nơi bắt đầu của dãy núi Phetchabun. Điểm cao nhất của dãy là Phu Soi Dao cao 2.120 m. Các đỉnh cao khác của dãy Luang Prabang là Phu Khe cao 2.079 m, Doi Phu Kha cao 1.980 m, Doi Phu Wae cao 1.837 m  và Doi Phi Pan Nam cao 1.745 m; Phu Khe là một trong những đỉnh núi cực kỳ nổi bật của Đông Nam Á. Nhiều đỉnh quan trọng nằm ở biên giới.
Thảm thực vật là rừng đồi núi xanh quanh năm trên độ cao lớn nhất của dãy và phần lớn là rừng khô rụng lá dưới 1.000 m, với rất nhiều cây tếch đã dẫn đến nạn phá rừng nghiêm trọng. Giống như ở hầu hết các phạm vi trong khu vực, một phần lớn độ che phủ của rừng nguyên sinh đã biến mất do chuyển đổi các hoạt động canh tác nông nghiệp và khai thác gỗ trái phép. Khu vực này được cho là trung tâm có sự tham gia của quân đội vào hoạt động buôn bán gỗ.
Dãy núi Luang Prabang thực tế không có đường dành cho xe cộ ở phía tỉnh Sainyabuli, nơi chỉ có một tuyến đường bắc-nam kéo dài từ Sainyabuli, thủ phủ của tỉnh, đến biên giới Thái Lan đối diện với tỉnh Loei của Thái Lan.

## Lịch sử
Năm 1904, khu vực của dãy núi Lào được nhượng lại từ Xiêm cho thuộc địa Đông Dương của Pháp. Sau Chiến tranh Pháp-Thái năm 1941, nó lại được sát nhập vào Thái Lan với tên gọi Lan Chang (Triệu Voi), nhưng trở lại trạng thái trước chiến tranh vào năm 1946 sau Hiệp định Washington năm 1946.
Một số cộng đồng  bộ lạc Hill sống trong dãy, như Khmu và Hmong, có các làng bộ lạc nằm ở cả hai phía của dãy núi. Kể từ khi sông Mekong cô lập Sainyabuli khỏi các tỉnh khác của Lào với các làng Hmong, trận chiến trong Chiến tranh yên tĩnh ảnh hưởng nặng nề đến các cộng đồng Hmong khác ở Lào nhưng phần lớn không ảnh hưởng đến người Hmong ở dãy Luang Prabang. Hầu hết các ngôi làng của người Hmong ở tỉnh Sainyabuli không xảy ra bất kỳ cuộc giao tranh nào. Tuy nhiên, sau đó họ cũng bị người Việt Nam và lính Pathet Lào đàn áp, những kẻ xem họ là phản bội, vì vậy nhiều người đã chạy trốn qua biên giới. Có những trại tị nạn ở phía Thái Lan của dãy.
Phần phía nam của dãy đã xảy ra một số cuộc đối đầu từ tháng 12 năm 1987 đến tháng 2 năm 1988 khi các lực lượng Thái Lan và Lào giao tranh xuyên biên giới. Được gọi là Chiến tranh Biên giới Thái-Lào, cuộc xung đột ngắn này gây ra bởi một cuộc tranh chấp liên quan đến bản đồ do giới khảo sát Pháp thực hiện vào năm 1907 để đánh dấu biên giới giữa Xiêm và Đông Dương thuộc Pháp. Ủy ban Biên giới chung Thái-Lào (JBC) được thành lập vào năm 1996 để làm rõ ranh giới dài 1.810 km và giải quyết quyền sở hữu các ngôi làng đang tranh chấp. Công tác phân giới cắm mốc vẫn đang diễn ra.
Yeti được cho là đã được phát hiện ở khu vực Mae Charim hẻo lánh trên dãy núi.

## Du lịch
Hiện nay ở phía Thái Lan của dãy Luang Prabang, một số cộng đồng người Hmong thường xuyên được các nhóm du lịch có tổ chức đến thăm. Sông Wa là một con sông nổi tiếng để đi bè nước trắng trong khoảng thời gian từ tháng Bảy đến tháng Mười Hai.

## Khu vực được bảo vệ
Có nhiều khu bảo tồn rộng lớn ở phía Thái Lan của dãy Luang Prabang. Bên Lào chỉ có một.

### Ở Lào
Khu bảo tồn đa dạng sinh học quốc gia Nam Phouy, một khu bảo tồn rộng lớn ở Lào, nơi sinh sống của nhiều con voi hoang dã, nằm trong khu rừng gần biên giới Thái Lan. Tuy nhiên, hồ chứa dự kiến của đập Lower Nam Phoun,, một phần nằm trong NBCA Nam Phouy và một khu vực rộng lớn của khu bảo tồn sẽ bị ngập trong tương lai.

### Ở Thái Lan
Vườn quốc gia Khun Nan, Vườn quốc gia Doi Phu Kha, Vườn quốc gia Sinan, Vườn quốc gia Mae Charim, Vườn quốc gia Na Haeo, Vườn quốc gia Klong Tron, Vườn quốc gia Phu Suan Sai và Phu Sỏi Vườn quốc gia Dao nằm ở phía Thái Lan của dãy Luang Prabang. Khu bảo tồn động vật hoang dã Phu Miang-Phu Thong là một khu bảo tồn khác ở phía Thái Lan.